# Talgdrüsenfollikel
Der Talgdrüsenfollikel ist ein ausschließlich in der menschlichen Haut lokalisierter Follikeltyp, der durch ein verhältnismäßig kleines Haar, eine große Talgdrüse und einen sehr weiten Follikelkanal gekennzeichnet ist.
Die Talgdrüsenfollikel sind nicht gleichmäßig über den Körper verteilt. Sie befinden sich primär im Gesicht und an Brust und Rücken.
Verstopft der Kanal des Talgdrüsenfollikels infolge übermäßiger Verhornung, entsteht ein Komedo.